# لندی (اردل)
لندی، روستایی از توابع بخش میانکوه شهرستان اردل در استان چهارمحال و بختیاری است.

## جمعیت
این روستا در دهستان شلیل قرار دارد و براساس سرشماری مرکز آمار ایران در سال ۱۳۸۵، جمعیت آن ۷۶۰ نفر (۱۴۸خانوار) بوده‌است.